# Nora väderkvarn

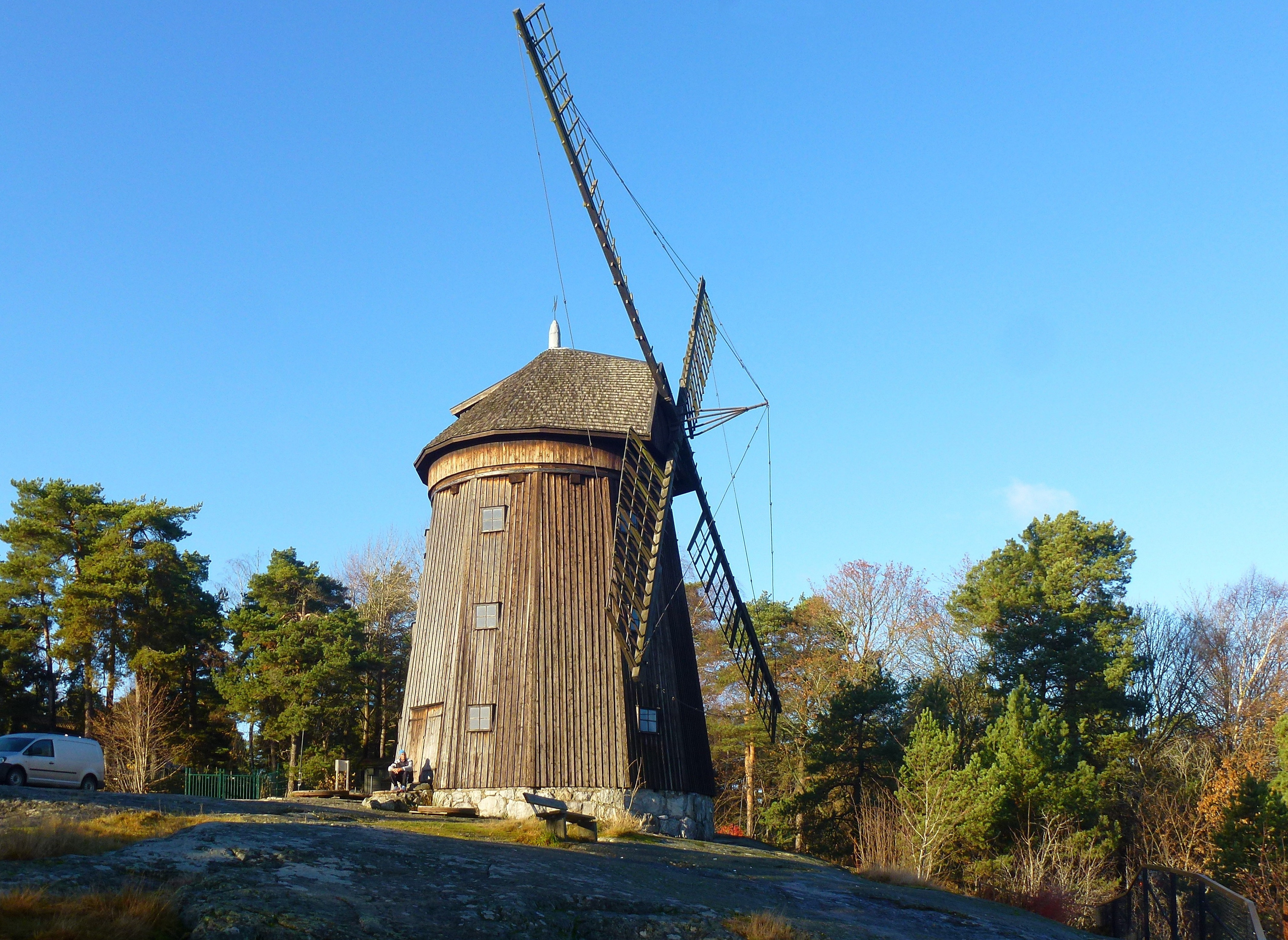
Nora kvarn på Torekällberget, 2015.

Nora väderkvarn (även Mörknora kvarn) står sedan 1929 i friluftsmuseet Torekällberget i Södertälje, Södertälje kommun. Kvarnen var  museets första byggnad, och är även dess varumärke och symbol.
Nora kvarn är en väderkvarn av typ holländare, förmodligen från 1770-talet, och flyttades 1929 till Torekällberget från Nora gård i Mörkö socken (därav namnet). Ursprungligen byggdes kvarnen på Näsbacken, strax norr om Hörningsholms slott, och flyttades 1876 till Nora. Där var den i drift fram till slutet av 1920-talet. 
Den ursprungliga väderkvarnen eldhärjades svårt den 8 juli 1989 genom en anlagd brand. Kvarnen ersatts sedan av en exakt kopia som nyinvigdes den 3 juni 1991. Platsen vid Nora kallas fortfarande Nora kvarn, och där finns grundstenar till kvarnen, den ursprungliga mjölnarbostaden samt ett antal bodar bevarade.

## Historia

### Kvarnen på Mörkö
- Koordinater: 58°59′21.2″N 17°39′3.9″Ö / 58.989222°N 17.651083°Ö

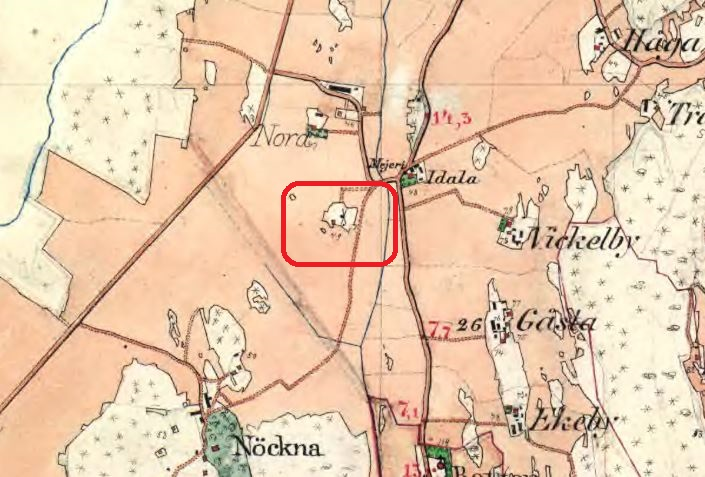
Nora kvarn 1880-tal.

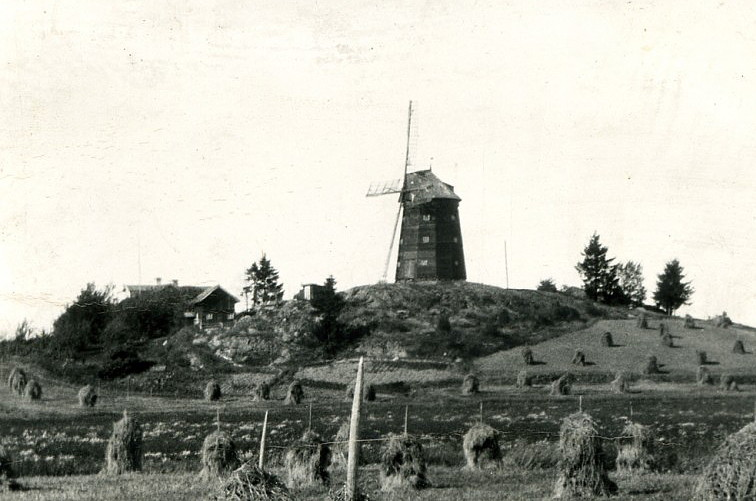
”Mörknora-Qvarn” på sin ursprungliga plats på Mörkö.

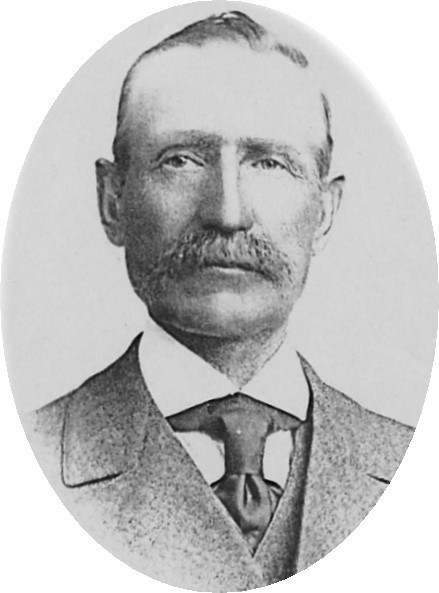
Johan Öberg, mjölnare på Nora kvarn 1896-1928.

Väderkvarnen uppfördes troligen på 1770-talet på en kulle vid Näsbacken strax norr om Hörningsholms slott. En stock i översta våningen var märkt med årtalet 1772, vilket kan vara det ursprungliga byggåret, eller att material från ett tidigare bygge återanvändes. Den 30 december 1863 utfärdades en kungörelse som helt släppte de tidigare restriktionerna som omgav kvarnrörelsen. Därför uppfördes på 1860-talet flera nya kvarnar i Sverige.
År 1876 flyttades kvarnen till Noras södra gärde när Carl Bolmström ansökte att få bygga en ”Hålländsk Wäderkvarn” samt ett boningshus på platsen. Hans ansökan beviljades och kvarnen fick heta Mörknora-Qvarn. Den restes på en liten kulle i ett flackt odlingslandskap. Marken ägdes av Hörningsholms fideikommiss. Bönderna på Mörkö hade långt till närmaste kvarn och den nya kvarnen vid Nora fyllde ett stort behov. På Södertörn byggdes tre väderkvarnar vid ungefär denna tid: Herrhamra kvarn i Torö socken, Stennäs kvarn i Sorunda socken och så Nora kvarn i Mörkö socken. Samtliga tre kvarnar uppfördes av byggmästaren F.G. Jernberg.
Kvarnbyggnaden har tre våningar och tolv, mot toppen avsmalnande sidor. På översta våningen förvarades bland annat säckarna med säden. Här finns även bromsen till kvarnvingarna. På mellersta våningsplan utfördes själva malningen som gjordes med tre par kvarnstenar. I nedersta våningen fylldes mjölet i säckar som vägdes för att beräkna ”tullen”. Kvarnen var en så kallad tullkvarn, vilket innebar att bönder och torpare fick betala en viss mängd säd som avgift (tull) till mjölnaren för att få sin spannmål mald till mjöl. Kvarnkransen (delen där hättan kan röra sig runt kvarnhuset) har en diameter av 6,75 meter. Hättan är täckt med spån och alla utvändiga trädetaljer är tjärade. 
År 1879 förvärvade O.H. Engman kvarnen och rörelsen av Bolmström och 1896 övertog mjölnaren och byggmästaren Johan Öberg (1855-1932) kvarnen på ett femårigt arrende. Han hade tidigare varit mjölnare vid Bergby kvarn i Markims socken och flyttade tillsammans med hustrun Tekla Elisabet och sex barn till Nora kvarn den 30 juli 1896. Där fick de ytterligare två barn. I hushållet fanns även en fosterdotter.
År 1910 sålde Engman kvarnen till C.L. Lundberg från Vagnhärad som ägde den till 1916. Den som ägde kvarnen var inte alltid verksam som mjölnare. Efter Lundbergs död köpte Johan Öberg kvarn, boningshus och några uthus av Lundbergs dödsbo. Öberg brev kvarnrörelsen tillsammans med sönerna, Fridolf, Brynolf, Karl Vilhelm ”Kalle-Vick” och Herbert. Till kvarnen hörde även ett litet jordbruk med några grisar och kor. När fadern var på byggen fick pojkarna sköta kvarnen ensamma. Verksamheten lades slutligen ner 1927 eller 1928 efter att en storm hade förstörd vingarna.

### Kvarnen på Torekällberget
- Koordinater: 59°11′32.8″N 17°37′1.1″Ö / 59.192444°N 17.616972°Ö

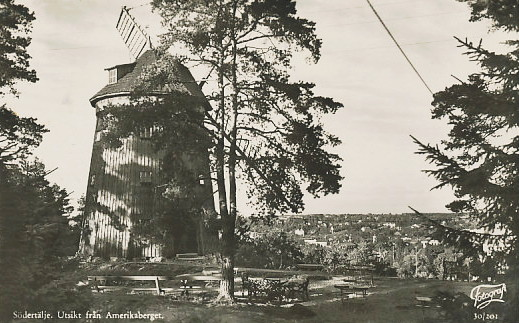
Kvarnen på Amerikaberget.

I slutet av 1920-talet var tiden för väderkvarnar definitivt över och Nora kvarn såldes för 1 300 kronor till Östra Södermanlands Kulturhistoriska förening i Södertälje för att ingå i deras samlingar. Föreningen lät uppmontera och restaurera kvarnen med placering på det som då kallades Amerikaberget (Torekällberget) i Södertälje. Vid arbetet deltog även den siste mjölnaren, ”Kalle-Vick” Öberg. 
Den 7 juli 1929 invigdes Nora kvarn av föreningens ordförande Vilhelm Sjögren  genom att symboliskt låsa upp dörren till den nyuppförda kvarnen. Det var samtidigt även startskottet för friluftsmuseet Torekällberget. I samband med invigningsfesten gick kvarnen någon timme. Sedan dess har Nora kvarn blivit ett lokalt landmärke, synligt från Södertälje centrum och från områden öster om Södertälje kanal. Den är även museets "varumärke" och har flera gånger avbildats på vykort och tändsticksaskar med Södertäljemotiv.

### Branden
Natten till den 8 juli 1989 förstördes kvarnen delvis genom en anlagd brand. Hela övre delen brann ner. Tack vare att det fanns ritningar på originalkvarnen kunde en exakt, fungerande kopia byggas. Arbetet utfördes i Rättvik i Dalarna på traditionellt hantverksmässigt sätt. Några originaldelar, huvudsakligen av metall, kunde återanvändas. Under första kvartalet 1991 började monteringen och den 2 juni 1991 firades nyinvigningen under festliga former under ledning av dåvarande museichefen Kerstin Bergdahl-Nörby.

## Bilder

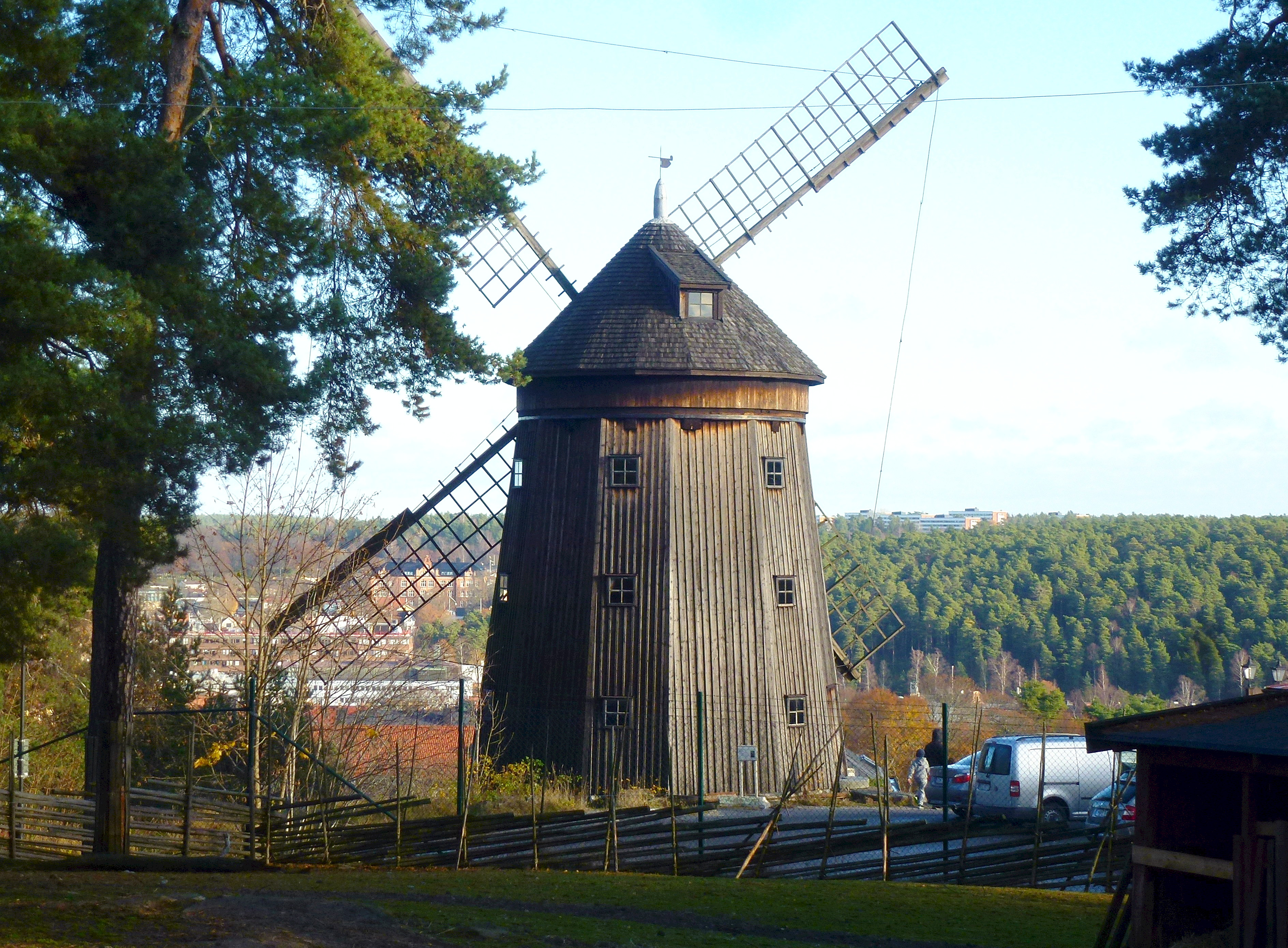
Kvarnen 2015
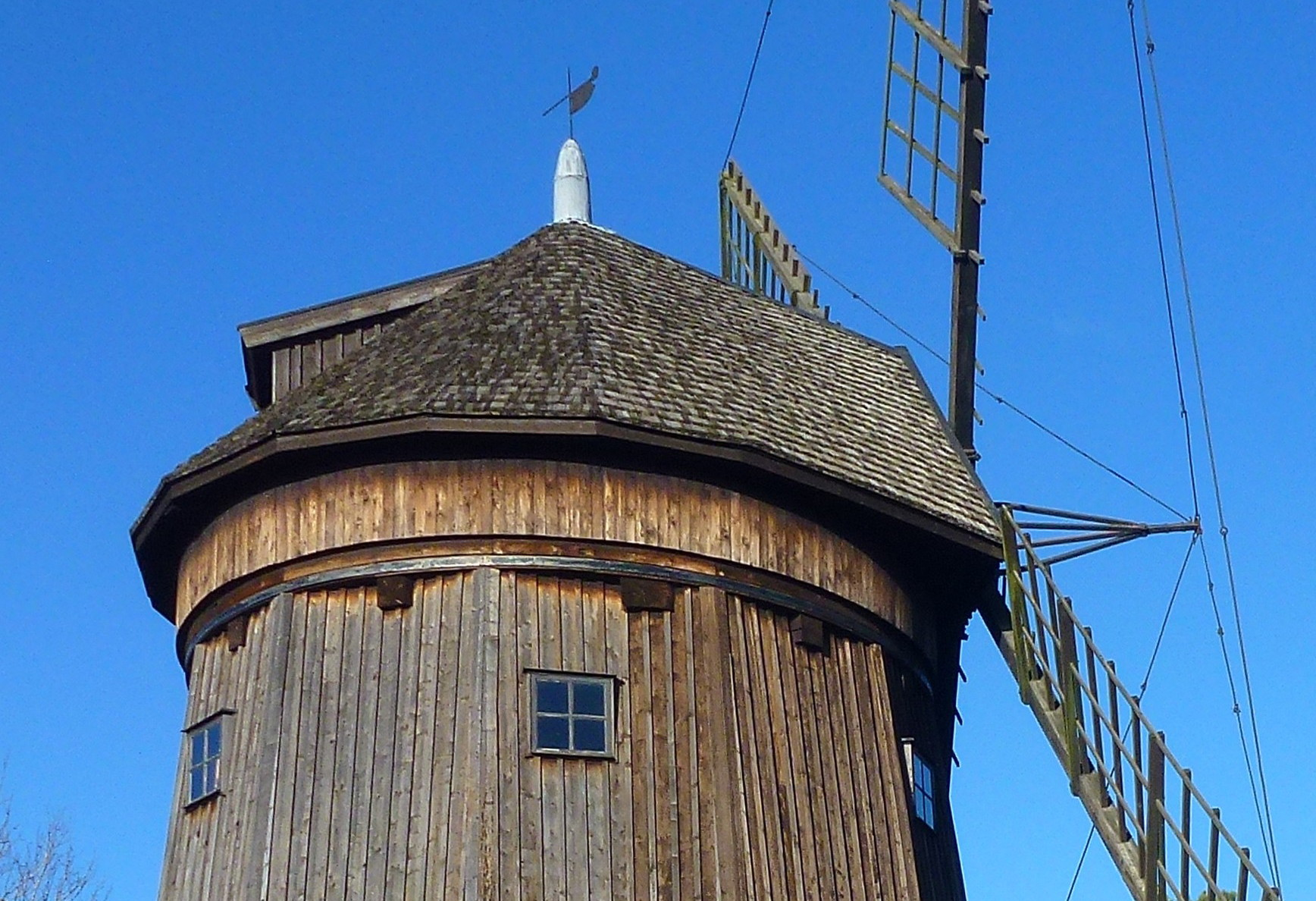
Hättan
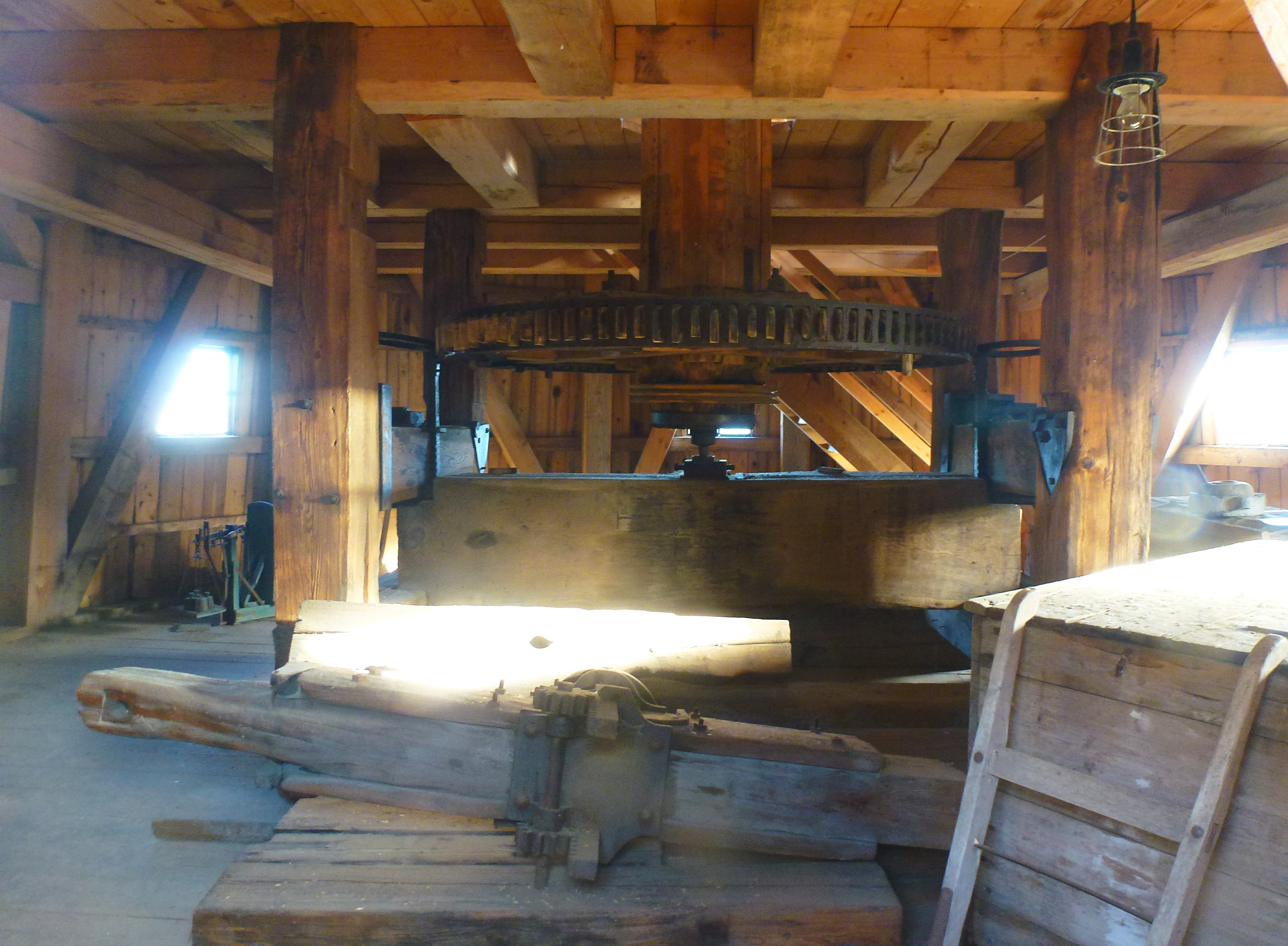
Interiör, bottenplan
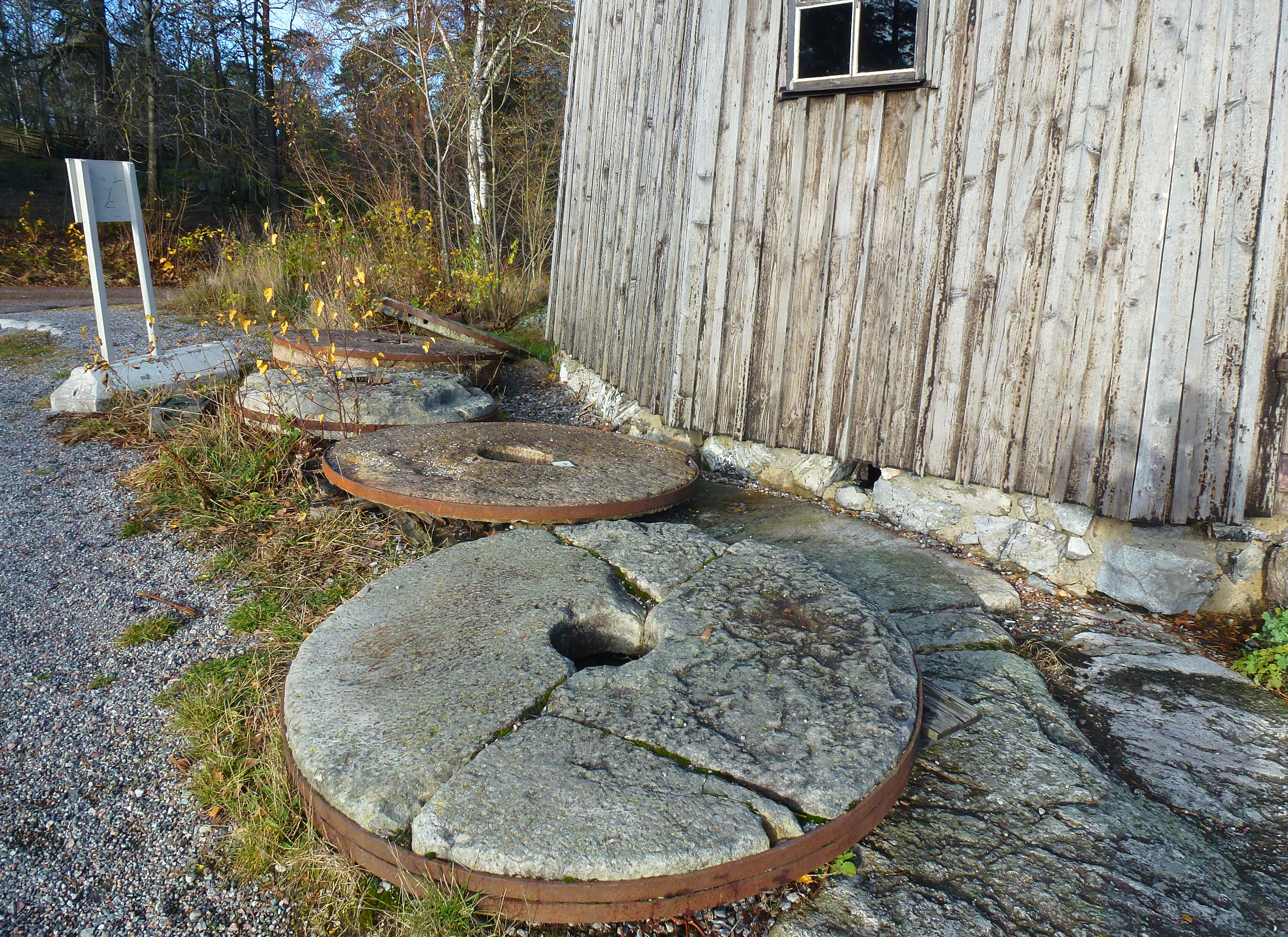
Kvarnstenar vid kvarnen
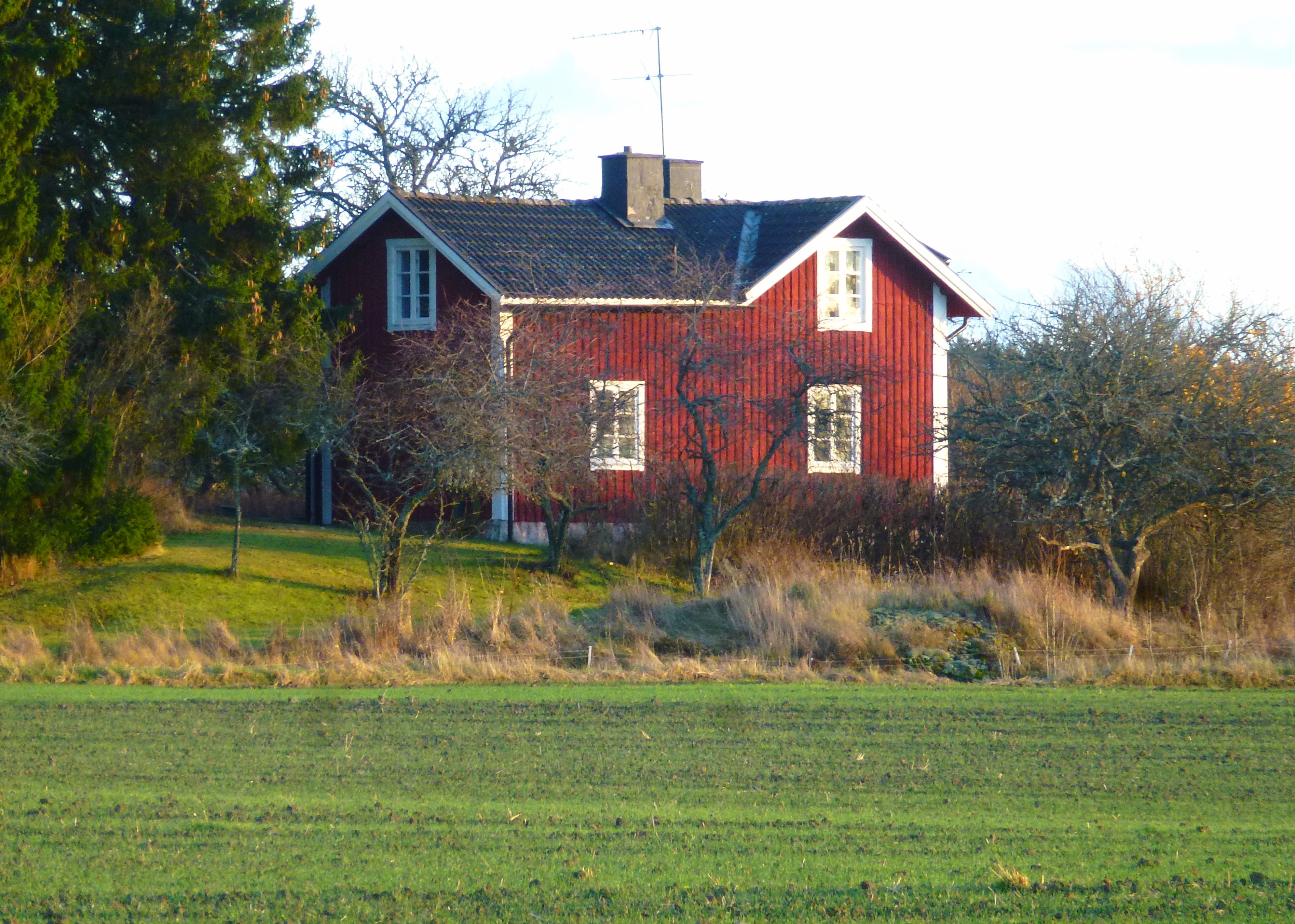
F.d. mjölnarbostaden på Mörkö